# Villa Wölker

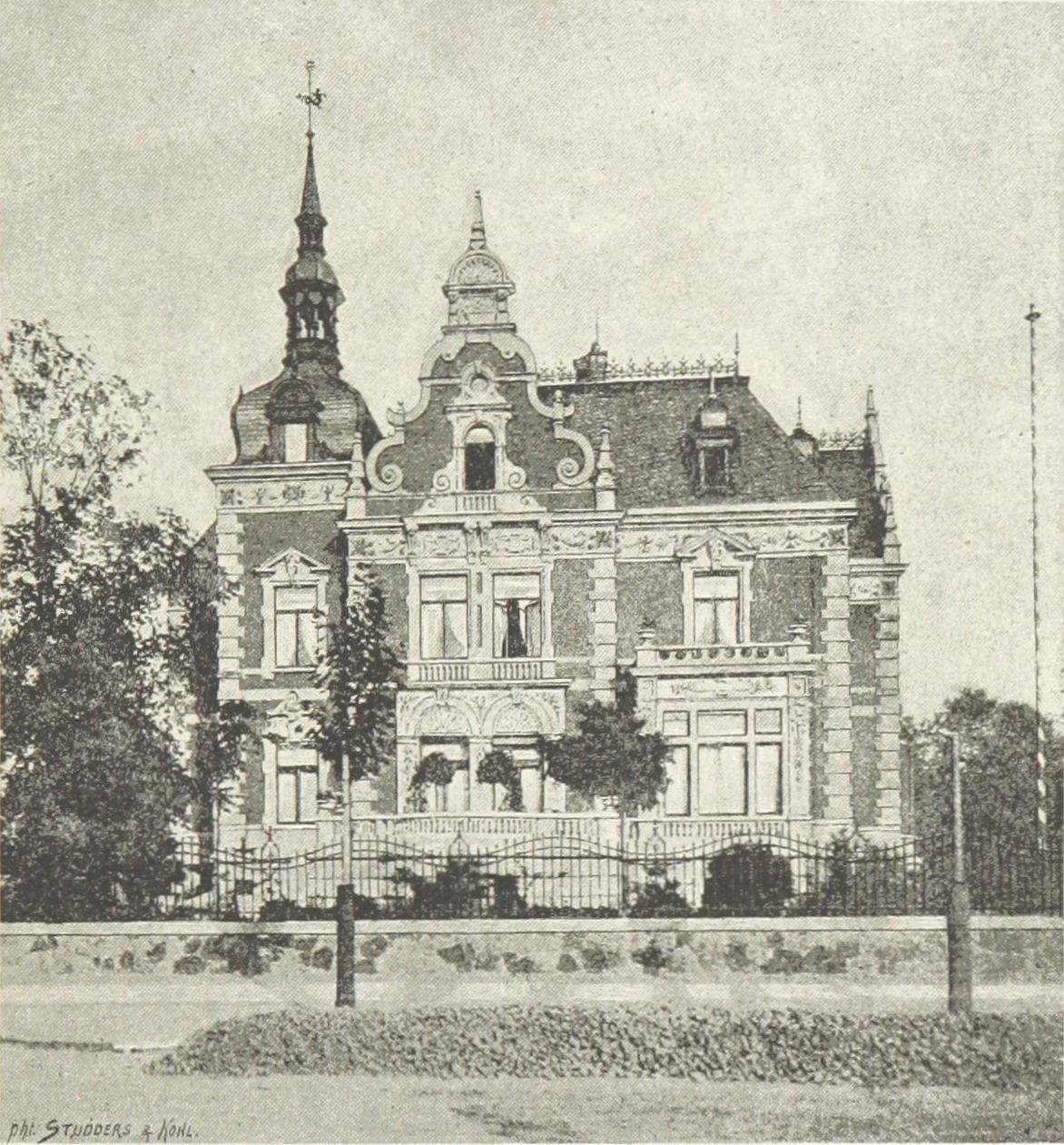
Villa Wölker (1892)

Die Villa Wölker war eine großbürgerliche Villa in Leipzig, Karl-Tauchnitz-Straße 15. Sie war Bestandteil des Villenrings entlang der Karl-Tauchnitz-Straße im Musikviertel. Das Haus wurde im Zweiten Weltkrieg bei den Luftangriffen auf Leipzig zerstört.

## Geschichte und Beschreibung

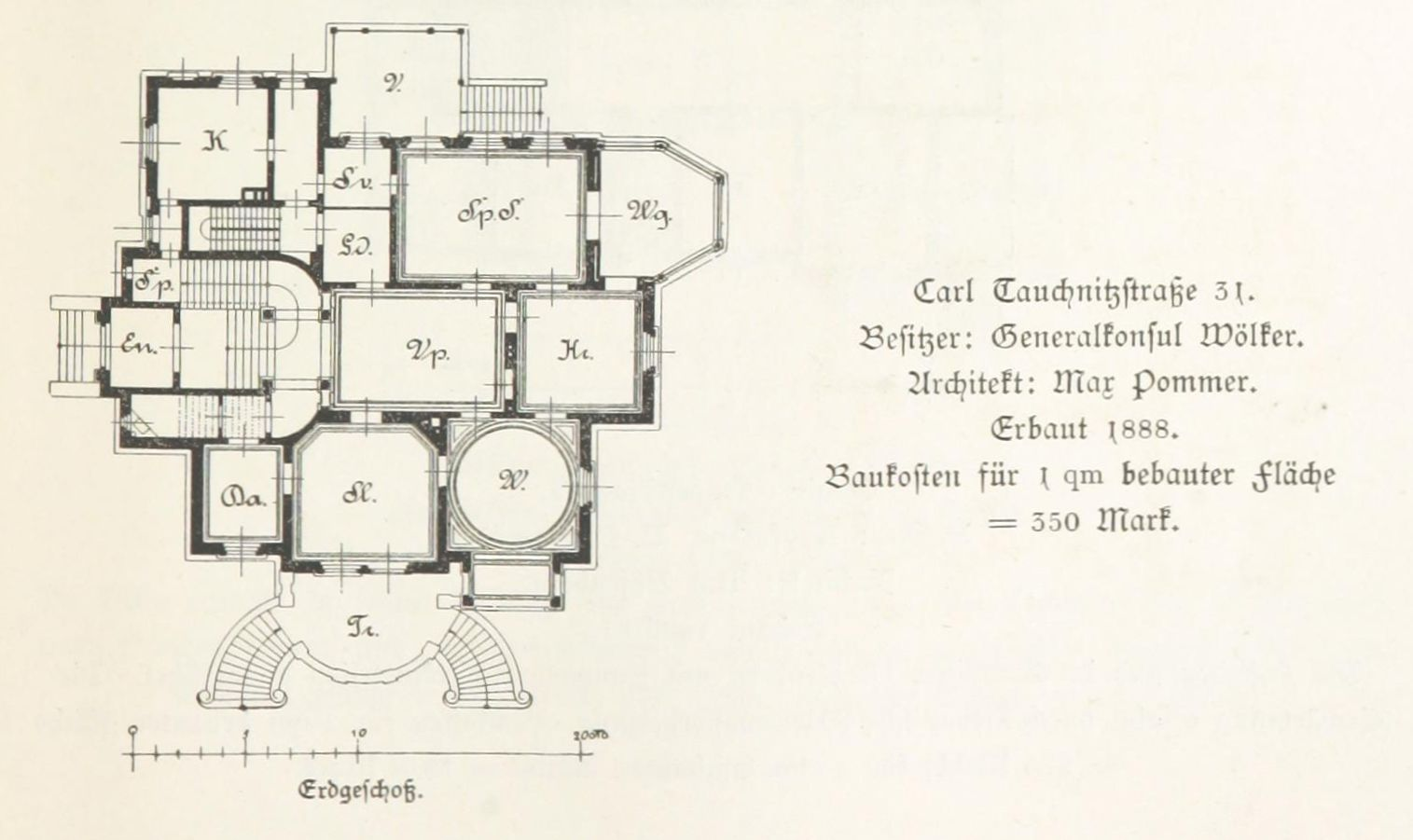
Grundriss der Villa Wölker (1892)

Die Villa wurde 1888 von Max Pommer entworfen und 1889 für Generalkonsul Max Wölker im Stil der Neorenaissance errichtet. Ursprünglich hatte das Haus die Adresse Carl-Tauchnitz-Straße 31. Eigentümer war um 1913 der Kaufmann Georg Christian Wilhelm Wölker, Mitinhaber der Flanellwarenfabrik Wölker & Girbardt.
Die Villa hatte eine halbrunde Terrasse, von der Freitreppen in den Garten führten. Dieser erstreckte sich bis zur Wächterstraße. Auf dem Grundstück befand sich ein Stallgebäude (Remise).

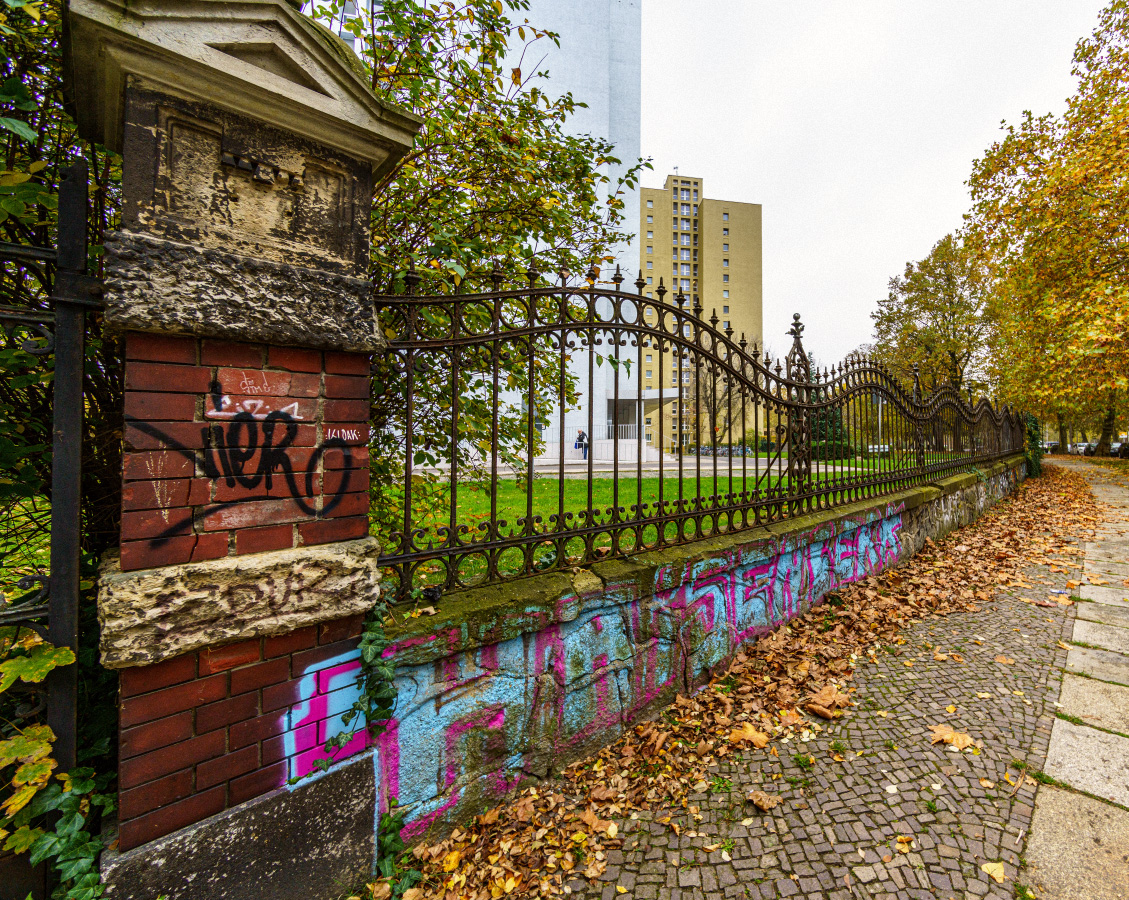
Reste der Toreinfahrt und Einfriedung des ehemaligen Villengrundstückes, im Hintergrund „die drei Gleichen“ (2024)

Das Grundstück der ehemaligen Villa und ihres Gartens wurde mit benachbarten Parzellen von fünf kriegszerstörten Villen (Villa Gruner, Villa Girbardt, Villa Oelßner, Villa Hermann Beckmann und Villa Carl Beckmann) zwischen Ferdinand-Rhode-Straße und Beethovenstraße zusammengelegt, worauf 1970 die drei 16-geschossigen Punkthochhäuser (Typ PH 16) von Walter Havliczek errichtet wurden. Im Volksmund „die drei Gleichen“ genannt.
Reste der historischen Einfriedung der Villa Wölker in einer Länge von etwa 50 Metern sind entlang des Gehsteigs an der Karl-Tauchnitz-Straße 15 erhalten geblieben.